# 강희복
강희복(1942년 2월 15일 ~ )은 대한민국의 정치인이다. 제3·4대 아산시장을 역임했다.

## 학력
- 동화국민학교 (폐교 / 졸업)
- 온양중학교 (졸업)
- 한영고등학교 (졸업)
- 국민대학교 (경제학과 / 학사)
- 서울대학교 행정대학원 (도시계획학 / 석사)
- 경원대학교 대학원 (도시공학 / 박사)

## 역대 선거 결과
|  | 35.47% |

|  | 49.51% |

|  | 52.27% |

|  | 55.19% |